# Club Sol de América (Formosa)
O Club Sol de América, também conhecido como Sol de América de Formosa, é um clube esportivo localizado em Formosa, cidade da província de mesmo nome, na Argentina, fundado em 5 de janeiro de 1947.
A sua principal atividade é o futebol, onde atualmente joga no Torneo Federal A, terceira divisão do futebol argentino para clubes indiretamente afiliados à Associação do Futebol Argentino (AFA).
O clube manda seus jogos no estádio do Sol de América de Formosa, em Formosa, do qual é proprietário, com capacidade atual para 8.000 espectadores.
O clube que teve seu nome inspirado no Club Sol de América (clube histórico paraguaio), participou pela primeira vez de competições oficiais da AFA no Torneio do Interior de 1988.

## Títulos
| NACIONAIS | NACIONAIS                              | NACIONAIS | NACIONAIS                                             |
|           | Competição                             | Títulos   | Temporadas                                            |
| --------- | -------------------------------------- | --------- | ----------------------------------------------------- |
|           | Campeonato Argentino - 4° Divisão      | 1         | Torneo Regional Federal Amateur 2022-23               |
|           | Campeonato Argentino - 5° Divisão      | 1         | Torneo Argentino C 2006                               |
| REGIONAIS |                                        |           |                                                       |
|           | Competição                             | Títulos   | Temporadas                                            |
|           | Liga Formosenha - 1° Divisão           | 9         | 1957, 1960, 1962, 1963, 1965, 1974, 1987, 2012, 2014. |
|           | Liga Formosenha - 2° Divisão           | 3         | 1955, 1991, 2004.                                     |
|           | Torneo Federativo de Clubes de Formosa | 3         | 2005, 2006, 2011.                                     |